# گمینا نوو کاونچن
گمینا نوو کاونچن (به لهستانی:  Gmina Nowy Kawęczyn) یک گمینا در لهستان است که در شهرستان اسکرینه‌ویتسه واقع شده‌است. گمینا نوو کاونچن ۱۰۴٫۴۱ کیلومتر مربع مساحت و ۳٬۲۹۵ نفر جمعیت دارد.